# Алберт I фон Попенбург
Алберт I фон Попенбург (на немски: Albert I Graf von Poppenburg) е граф на Попенбург в Долна Саксония.

## Биография
Той е син на граф Берингер I фон Попенбург († 1182) и съпругата му фон Депенау-Васел († сл. 1169), сестра на Херман фон Депенау-Васел († 1170), епископ на Хилдесхайм (1162 – 1170), дъщеря на вицедоминус Бернхард I фон Депенау-Васел († 1133).
Брат е на граф Бернхард фон Попенбург († 1181), граф Конрад фон Попенбург († 1198), Берингер фон Попенбург († 1181), домхер и приор в Хилдесхайм, и на Йохан фон Попенбург († 1191), домхер в Хилдесхайм.
Графовете фон Попенбург са споменати за пръв път в документи през 890 г. в Швабия. Фамилията получава от епископство Хилдесхайм замъка Попенбург и се нарича на него. Графовете фон Попенбург са лоялни към Хоенщауфените. Замъкът Попенбург се намира на брега на река Лайне при Бургщемен, днес в Нордщемен.
Алберт I фон Попенбург умира на 14 септември 1191 г. от раните си при Обсадата на Акра в Третия кръстоносен поход.
Синът му Бернхард продава около 1215 – 1217 г. своята част от Попенбург обратно на Хилдесхаймския епископ, основава Графството Шпигелберг и построява замък Шпигелберг при Лауенщайн. От тогава той започва да се нарича „Бернхард фон Попенбург и Шпигелберг“, от 1217 г. „граф Бернхард фон Шпигелберг“.

## Фамилия
Алберт I фон Попенбург се жени за фон Олденбург († сл. 1185), дъщеря на граф Кристиан I фон Олденбург († ок. 1167) и Кунигунда фон Ферсфлехт († сл. 1198), дъщеря на граф Герберт фон Ферсфлехт († сл. 1143). Те имат децата: 
- Бернхард I фон Попенбург-Шпигелберг († 1244), граф на Попенбург и Шпигелберг, женен за фон Роде
- Берта фон Попенбург, омъжена ок. 1205 г. за фон Шванебек
- София фон Попенбург († сл. 1237), управителка (Capellanin) на манастир Кведлинбург